# 스포르차가

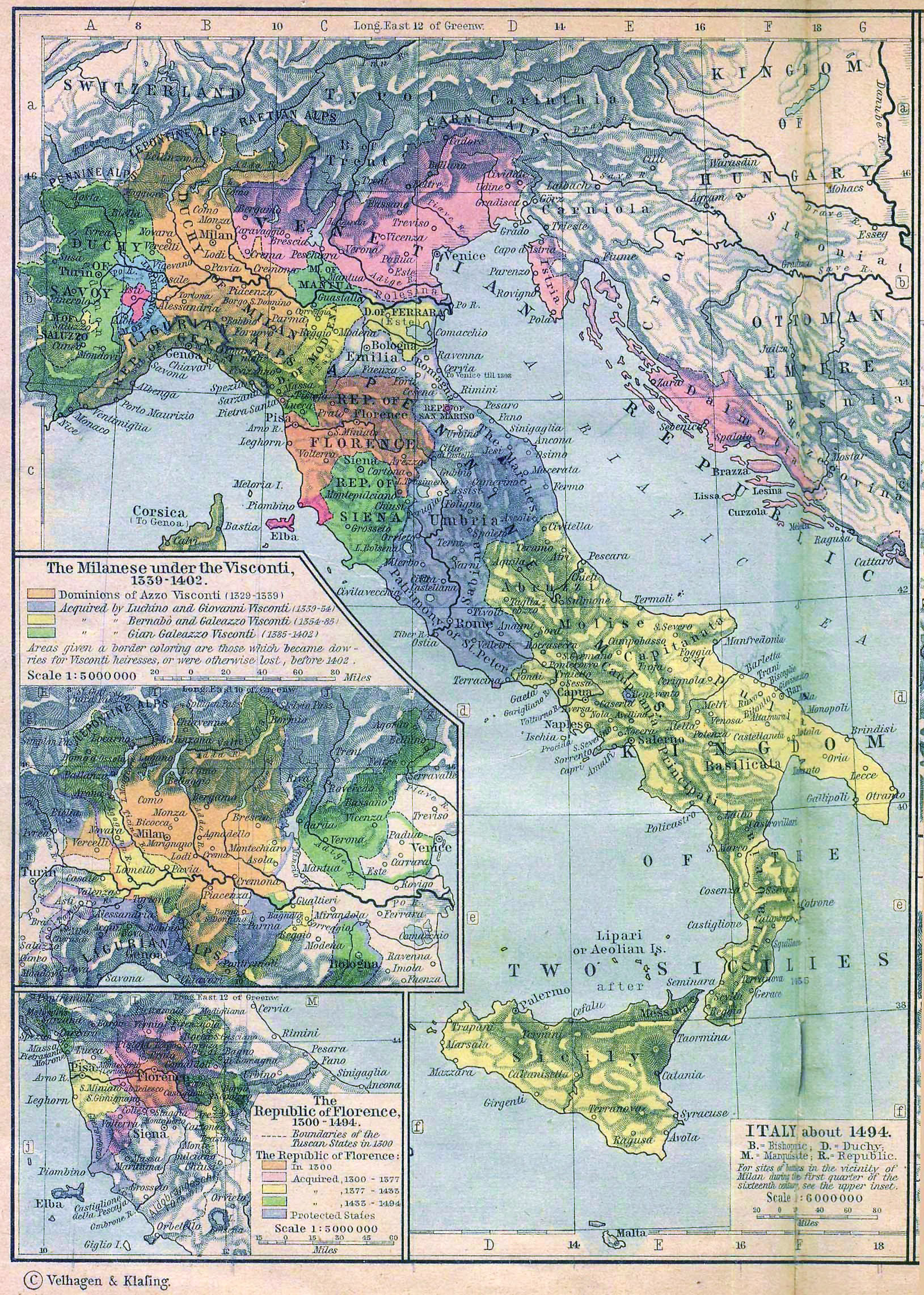
1494년 이탈리아반도의 지도. 비스콘티 가문이 지배했고 스포르차 가문이 물려받은 밀라노 공국이 첨부되어 있다.

스포르차 가(이탈리아어: La famiglia Sforza)는 15세기부터 16세기까지 밀라노를 거점으로 지배한 르네상스 시대 이탈리아의 일족이다.

## 개요
스포르차 가문의 시조는 스포르차(스포르차레-sforzare-에서 유래)라고 불리며, 나폴리의 앙주 왕들을 접대한 공로로 로마냐의 콘도티에리가 된 무치오 아텐돌로이다. 그는 콘도티에리 가운데 가장 성공한 통치자였다.
그의 아들 프란체스코 1세 스포르차는 1447년 비스콘티 가문이 단절되자 밀라노 공작의 지위를 얻었으며, 르네상스 시대 초기에 밀라노를 지배하였다. 이후 스포르차 일족들은 이탈리아 북부 문화의 선구자를 자처하며 궁정에 학자나 예술가 등을 불러들여 문예를 보호 장려하였다. 가문에는 좋은 통치자들이 많았지만, 정신이 불안정한 독재자들도 있었다.
또한, 스포르차 가문은 무치오 아텐돌로의 둘째 아들 알레산드로(1409-1473)부터 시작하여 페사로의 지배권을 거머쥐었다. 스포르차 가문은 갈레아초가 죽은 1519년까지 페사로를 통치하였다. 무치오의 셋째 아들 보시오(1411-1476)는 산타 피오레에서 파생한 코티뇰라 백작의 지위를 손에 넣었다; 스포르차는 1624년까지 토스카나 남부의 작은 산타 피오레 주를 지배했다. 또한, 일족들은 교황령에서 중요한 정치적 위치를 잡았으며, 1674년에 로마로 옮겨갔다.
스포르차 가문은 나중에 루크레치아 보르자와 조반니(코스탄초 1세의 사생아)의 중매결혼을 통하여 보르자 가문과 하나로 맺어졌다.
루도비코 스포르차(루도비코 일 모로)는 1500년 프랑스의 루이 12세가 이끈 프랑스군과의 싸움에서 졌다. - 이탈리아 전쟁을 참조하라.
프랑스가 신성 로마 제국의 스위스인 부대에 의해 쫓겨나고 나서 루도비코의 아들 마시밀리아노 스포르차가 제국의 지원을 등에 업고 밀라노 공에 복귀하였다. 나중에 프랑스의 프랑수아 1세가 이끈 프랑스군이 돌아오자 그는 프랑수아에 의해 수용되었다.

## 밀라노 공국의 스포르차 군주
- 프란체스코 1세 1450-1466
- 갈레아초 마리아 1466-1476
- 잔 갈레아초 1476-1494
- 루도비코 1494-1499
- 루도비코 (복직) 1500
- 마시밀리아노 1512-1515
- 프란체스코 2세 1521-1535

## 페사로와 그라다라의 스포르차 군주

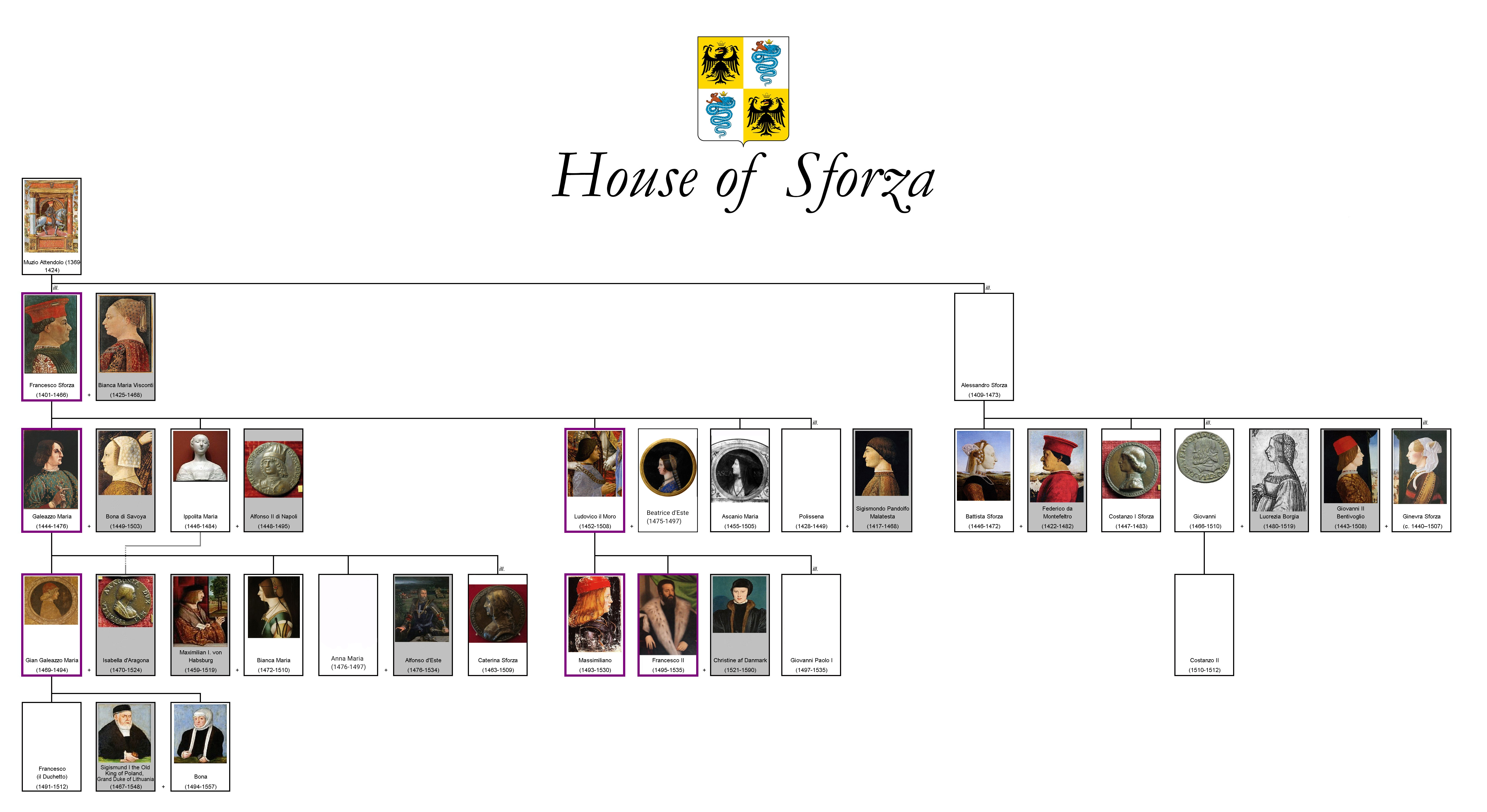
스포르차 가문의 가계도

- 알레산드로
- 코스탄초 1세
- 조반니
- 코스탄초 2세
- 갈레아초

## 스포르차의 계보
```
자코모(무치오) 아텐돌로
, 애칭 스포르차.
|
+-
프란체스코 1세
 (
1401년
-
1466년
), 
1450년
-
1466년

| |
| +-
갈레아초 마리아
 (
1443년
–
1476년
), 
1466년
-
1476년

| | |
| | +-
카테리나 스포르차
 (
1463년
-
1509년
)
| | |
| | +-
비앙카 마리아
 (
1472년
–
1510년
), 
신성 로마 제국의 막시밀리안 1세
의 두 번째 아내
| | |
| | +-
잔 갈레아초
(
1469년
-
1494년
), 
1476년
-
1494년

| |   |
| |   +-
프란체스코
, 루도비코 마리아의 섭정기 시절 명목상의 군주
| |   |
| |   +-
보나
 (
1494년
-
1557년
), 
폴란드
의 
지그문트 1세
의 두 번째 아내
| |
| +-
아스카니오
 (
1444년
-
1505년
), 추기경
| |
| +-
이폴리타 마리아
 (
1446
-
1484
), 
나폴리의 알폰소 2세
의 아내
| |
| +-
루도비코 일 모로
 (무어인) (
1451년
–
1508년
) 
1494년
-
1500년

|   |
|   +-
에르콜레 막시밀리아노
 (1493-1530), 
1512년
–
1515년

|   |
|   +-
프란체스코 2세 마리아
, 
1521년
–
1535년

|   |
|   +-
조반니 파올로 1세
 (1497년-1535년), 
카라바조
 후작
|
+-
알레산드로
, 
페사로
의 초대 군주
| |
| +-
코스탄초 1세

|   |
|   + 
갈레아초
, 페사로의 마지막 군주
|   |
|   +-
조반니
 (
1466
-
1510
), 
루크레치아 보르자
의 첫째 남편
|     |
|     +-
코스탄초 2세 (조반니 마리아)

|
+-
보시오
 (코티뇰라 백작, 
카스텔아르쿠아토
의 영주)
```

## 다른 일원
- 비앙카 마리아 스포르차, 황후
- 보나 스포르차, 폴란드의 왕비·바리 공작부인·로사노 공주
- 시스토 리아리오 스포르차, 추기경

## 같이 보기
- 밀라노의 군주
- 이탈리아 전쟁
- 밀라노
- 비스콘티 가
- 페사로
- 그라다라